# Cerospastus volupis
Cerospastus volupis – gatunek błonkówki z rodziny Pergidae, jedyny przedstawiciel rodzaju Cerospastus.

## Zasięg występowania
Gatunek ten występuje w Argentynie oraz Chile.